# Ash-Sharat
Ash-Sharāt o Ash-Sharāh (en árabe: ٱلشَّرَاة, también conocido como Bilād ash-Sharāt (en árabe: بِلَاد ٱلشَّرَاة‎) o Jibāl ash-Sharāt (en árabe: ٱلشَّرَاة‎: جِبَال ), es una región montañosa del sur de Jordania y noroeste de Arabia Saudí.

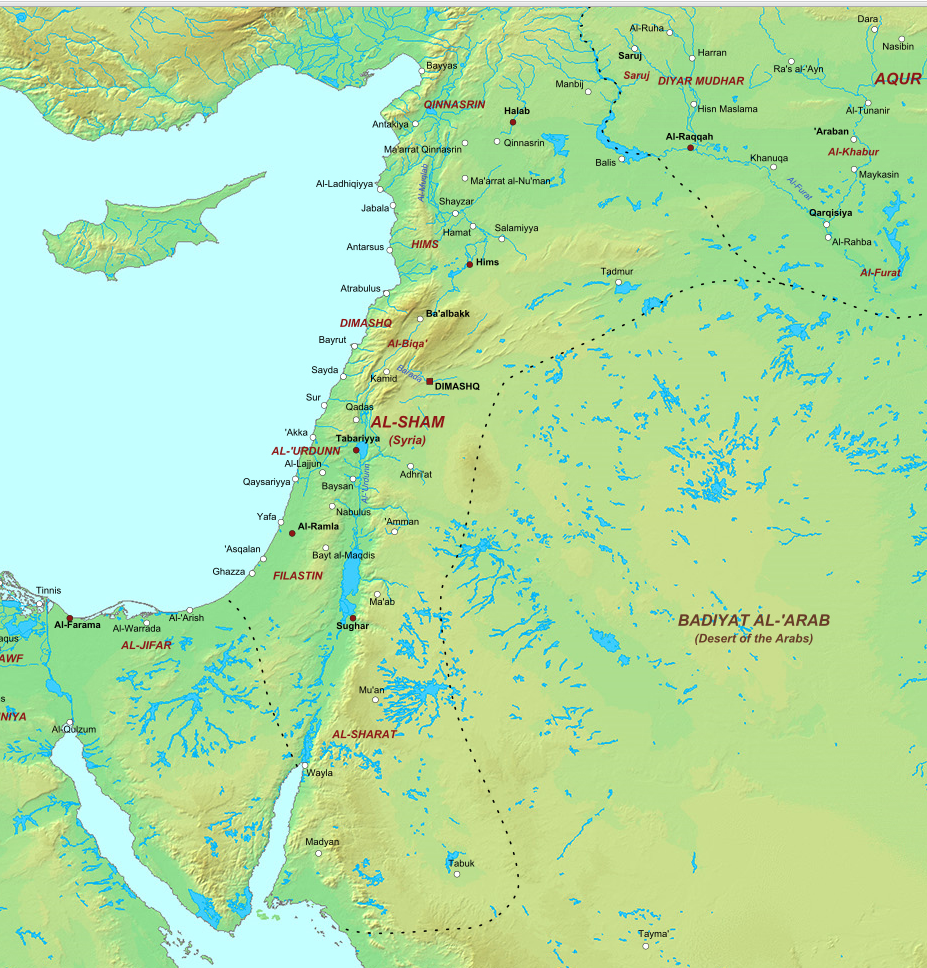
El distrito de Al-Sharat en circa 985 mostrado en la parte del sur de la provincia de Bilad al-Sham

En el pasado fue uno de los subdistritos en los que se dividió Bilad al-Sham durante los siglos VII-XXI.

## Geografía
En el actual Jordania, la región de Al-Sharat comienza inmediatamente al sur del Wadi Mujib. En la cadena montañosa norte se encuentran cumbres de hasta 1.200 m s. n. m., mientras que al del sur algunas montañas superan los 1.500 m s. n. m. La ciudad principal de Bilad al-Sharat es Al-Karak. La parte del norte de la región en Jordania está bajo la administración del Gobernación de Karak, mientras la parte al sur de Wadi Arabah, más árida, se encuentra en la Gobernación de Ma'an.
En el siglo IX, la capital de Al-Sharat era Udhruh, pero hacia finales del siglo X, ésta fue sustituida por Sughar. Otras ciudades principales en el distrito incluyeron Tabuk, Ma'un (Mu'un), Madyan, Aynunah (en la costa de Mar Roja del norte), Wayla (Ayla) y Maab (Rabba).

## Historia
Desde el principio de la conquista musulmana del Levante, Al-Sharat formó el kurah (distrito) sur del Jund Dimashq (Provincia de Damasco), hasta finales del siglo IX, cuando pasó a formar parte de Jund Filastin (Provincia de Palestine). Fueron los tuluníes quienes agregaron Ash-Sharat a Filastin por propósitos prácticos, puesto que el distrito era más cercano a Filastin que aDamasco. En 985, durante el periodo abasí, el geógrafo jerusalemita Al-Muqaddasi describió Ash-Sharat como distrito particular, sin pertenecer ni a Dimashq ni a Filastin, en la provincia más grande de Ash-Shaam (La "Gran Siria' o 'Levante').
El distrito de Al-Sharat corresponde con las montañas de Moab. El geógrafo persa Al-Istakhri (d. 957) describió el distrito tan "extremadamente fértil y rico" y dominado por tribus nómadas beduínas. En el siglo X, las tribus Yamani de Lakhm y Judham que habitaban históricamente Ash-Sharat, vieron peligrar su dominio del territorio con la llegada de la tribu Tayy. Aunque la información que se tiene sobre la administración fatimí sobre el Levant es imprecisa, el Califa Al-Aziz (975–996) pudo haber hecho Ash-Sharat (área al sur de Wadi Mujib) provincia per se hasta la invasión de los cruzados en el siglo XII.
Los Cruzados anexionaron Al-Sharat en el 1110. Inicialmente, fue parte del real demesne del Reino de Jerusalén, pero en 1126, el señorío feudal de Oultrejordain estuvo formado fuera del distrito anterior de Al-Sharat. Su jurisdicción se extendía desde el río Zarqa en el norte hasta el Mar Rojo en el sur. Los Cruzados construyeron las fortalezas de Montreal (Shawbak) en 1115 y Crac (Al-Karak) en 1145. Ambos devinieron centros importantes del señorío. A mediados del siglo XII, los habitantes de Al-Sharat era principalmente beduinos de varias tribus Qais. En aquel tiempo, el geógrafo musulmán Muhammad al-Idrisi (d. 1165) escribió sobre la fertilidad del distrito y que producía olivas, almendras, higos, uvas y granadas en abundancia.
Bilad ash-Sharat fue conquistado por los ayubíes bajo Saladino en 1187. Durante la regencia ayubí, el geógrafo sirio Yaqut al-Hamawi (d. 1229) describió Ash-Sharat como una región montañosa a través de la cual se hacían caravanas de peregrinación del Hajj, desde Damasco a La Meca. Durante la gobernación de los mamelucos, Ash-Sharat se llamó Mamlakat al-Karak (Provincia de al-Karak). A mediados del siglo XIX, beduinos de la tribu Huwaytat invadieron las partes del sur de Bilad al-Sharat, por lo que los cristianos de Tafila y al-Karak huyeron más al norte. Durante aquel tiempo, casi todo el Bilad al-Sharat, con la excepción de Áqaba, era en gran parte parte del distrito otomano de Mutassarifyya al-Karak.